# Moudjeria (departement)
Moudjeria är ett departement i Mauretanien.   Det ligger i regionen Tagant, i den centrala delen av landet, 400 km öster om huvudstaden Nouakchott.